# Sarah Jane Smith
Sarah Jane Smith è un personaggio immaginario, interpretato da Elisabeth Sladen, della serie televisiva britannica di fantascienza Doctor Who e dei due suoi spin-off.
Giornalista investigativa, Sarah Jane è stata una dei più longevi compagni d'avventura (companion) del Dottore. È apparsa in 18 storie al fianco della terza e della quarta incarnazione del Dottore, tra le stagioni 11 e 14, trasmesse tra il 1973 e il 1976. Lei e il suo cane robotico K-9 appaiono in K-9 and Company, episodio pilota del 1981. Il personaggio ritorna negli speciali celebrativi The Five Doctors (1983) e Dimensions In Time (1993).  Dopo il rilancio della serie nel 2005, Sarah Jane appare in alcuni episodi con il Decimo e l'Undicesimo Dottore e diventa protagonista della serie Le avventure di Sarah Jane, trasmessa per cinque stagioni dal 2007 al 2011, fino alla scomparsa della sua interprete.
In qualità di personaggio ricorrente, nel corso dei decenni Sarah Jane appare anche nelle produzioni del franchise in altri media, quali audiodrammi e romanzi.

## Casting

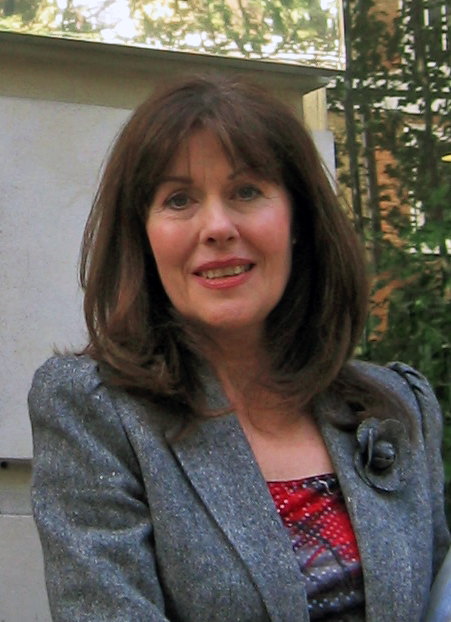
L'interprete del personaggio nel 2010, all'epoca di Le avventure di Sarah Jane

Il produttore di Doctor Who Barry Letts offrì la parte di Sarah Jane all'attrice April Walker, che accettò il ruolo e fu debitamente messa sotto contratto dalla BBC. Quando venne presentata a Jon Pertwee, Letts si rese conto che tra i due attori c'era scarsa alchimia e che formavano una coppia mal assortita dal punto di vista estetico, convincendolo a congedare la Walker, dietro il compenso per l'intera serie. Letts iniziò una seconda tornata di audizioni e visionò Elisabeth Sladen su segnalazione di Bill Slater, collega produttore del canale, che l'aveva già scritturata in due occasioni per episodi di Z-Cars. La Sladen fu sottoposta a un'audizione con l'attore Stephen Thorne e, dopo aver ben impressionato Letts, fu fatta incontrare con Pertwee prima di prendere una decisione definitiva. Dopo il confronto, Pertwee diede la sua approvazione e Letts le offrì il ruolo. I dettagli del casting sono stati rivelati nel 2012 all'interno del DVD di Invasion of the Dinosaurs, in cui April Walker fornì la sua prima pubblica versione dei fatti a una fanzine del programma.

## Accoglienza
Sarah Jane Smith è stata ripetutamente votata come la più popolare companion del Dottore, in competizione solo con Ace per la serie classica e, in seguito al revival della serie, con Rose Tyler. La Sladen attribuiva parte della popolarità del personaggio alla compagnia di Pertwee e Baker, interpreti di popolari incarnazioni del Dottore. Tra gli altri critici, Gavin Fuller del The Daily Telegraph l'ha scelta come miglior companion, lodando l'interpretazione della Sladen e sottolineando come avesse mostrato «grande determinazione e coraggio».
Nel 2012, Toby Whithouse, che sceneggiò il ritorno di Sarah Jane in Doctor Who (Una vecchia amica), l'ha indicata come la sua companion preferita della serie classica.